# وطن النهار
وطن النهار أغنية كويتية وطنية باللغة العربية من تأليف الشاعر بدر بورسلي ومن ألحان سليمان الملا وغناء عبد الكريم عبد القادر التي تم تسجيلها وإصدارها في عام 1991. ويعود سبب شهرة الأغنية إلى أنها صدرت بعد تحرير الكويت من الغزو العراقي في فبراير 1991.

## قصة الأغنية
عندما تعرضت الكويت للغزو العراقي أبى المنطق والعقل أن يستوعب الكويتيون تلك الحادثة فكيف لجار قوي مساحة أراضيه كبيرة أن يغزو بلدا مساحته صغيرة وشعبه بريء ومسالم ولكن هذا ما حدث وكانوا أمام أمر واقع فكل شيء تبدل في الكويت فقد دمرت البنية التحتية ولم يتبق للكويتيين سوى منازلهم والكويتيون كانوا يمنون النفس بعودة الكويت مجددا.
التقى الملحن سليمان الملا مع الشاعر بدر بورسلي لاسيما أنهما يقطان في منطقة واحدة وهي مشرف حيث يقطن بورسلي في قطعة 2 والملا في قطعة 6 وفي ذلك الوقت لم يكن لدى المنطقة مخفر للشرطة وإنما فقط سنترال وكانا يتبادلان الزيارات بين الفينة والأخرى وفي أحد الأيام اتصل بورسلي على الملا وطلب منه أن يأتي إلى منزله ليتحدثا حول واقع الحال ومستقبل البلد حيث كانا يحدوهما الأمل بعودة الكويت مجددا ولكن ذلك لم يمنع قلقهما الذي كبل أحلامهما ولكن لفت نظر الملا إلى أن منزله إلى جانب السنترال حيث يجتمع العراقيون هناك وبالفعل تجنب الحضور إلى منزل بورسلي بسيارته حتى لا يلفت النظر.
وفي وقت آخر استقبل الملا بورسلي في منزل الأول وكانا يخوضان نقاش حول ما يستطيعان فعله من أجل بلدهما المحتل وحينها تحدثا عن الأغنية الوطنية واقترح الملا ضرورة أن يكون لها طريقة خاصة في الأداء والتفكير بعيدا عن الأسلوب التقليدي من وضع الكلمات والألحان والغناء وكان الهدف هو إحياء الأغنية الوطنية مجددا وقال الملا «إن البلد بلعه صدام لذلك نريد أن تخرج الأغنية للنهار بصورة مختلفة» وكلمة النهار انبثقت عنها كلمتان هما وطن ونهار فقال بورسلي «وطني» ورد عليه الملا قائلا «وطن النهار» ومن هنا كانت الشرارة الأولى لأغنية وطن النهار.
طلب الملا من بورسلي أن يقدم الفكرة بصورة مختلفة ومغايرة أقرب إلى ملحمة ومضى الوقت وهما يفكران واحتضن الملا العود وبورسلي جالس إلى جانبه وأعينهما معلقة على نافذة المنزل لأن العراقيين كانوا يقطعون الطريق جيئة وذهابا واستغرق العمل على الأغنية أسبوع تقريبا فكل يوم تولد فكرة يسجلاها على مجموعة أشرطة واحتفظ بها الملا لتوثيق كل الخطوات التي قاما بها وحينها لم يكن عبد الكريم عبد القادر موجود في الكويت لكن كانا يعملان ويضعان في الاعتبار أن عبد القادر هو من سيشدو بالأغنية لأن الملا يعتبر عبد القادر هو صوت الكويت.
كتب بورسلي المقطع الأول من الأغنية وقال له الملا أنه يريد جزء ثاني من الأغنية وانخرط بورسلي وكان يشهق مثل البكاء حينها شعر الملا أن هناك شيئا بداخله إلى أن توقف وطلب منه التزام الصمت وكان له ما أراد وتركه الملا الذي كان يحتضن العود وإلى جانبه المسجل إلى أن التفت بورسلي له وما أن نظر إلى الملا حتى قام الأخير بالضغط على زر التسجيل فقال: "وياك عبرة الزمن، قلبي خفق يا كويت شلتك بجوفي وطن» هنا بكى بورسلي وكان يقول الكلمات والملا يلحنها إلى أن انتهت الأغنية وغادر بورسلي إلى منزله.
وبعد انتهاء الجلسة التي جمعت الملا وبورسلي قام الملا بإخفاء شرائط الكاسيت بين خزانات المياه بسبب تعرض المنازل للتفتيش العشوائي في ذلك الوقت. وبعد تحرير الكويت أغلق الملا منزله واصطحب أسرته في السيارة وسافر إلى المملكة العربية السعودية وما أن وصل إلى الخُبر حتى اتصل على مجموعة من أصدقائه هناك وأبلغهم أنه يريد السفر إلى مصر لتسجيل بعض الأعمال وبالفعل تواصلوا مع السفارة الكويتية في القاهرة وتم ترتيب الحجوزات وما إن وصل الملا للقاهرة حتى هاتف بعض الأصدقاء في السفارة وحجزوا له الاستديو وعبد القادر كان موجودا في القاهرة خلال هذا الوقت والتقيا ببعضهما البعض في الاستديو وتحدثا وطرح عليه الأفكار بوجود الشاعر ساهر الذي ساعده في ضبط بعض الأمور وطلبوا أطفالا واختير منهم 6 بنات تقريبا.
بحكم عمل الملا في وزارة التربية فإنه يعرف تماما طبيعة الأطفال ولفت نظره أن اثنتين منهن انخرطتا في البكاء وعندما سألتهما المشرفة قالتا أن الأغنية تتحدث عن الكويت والبنات منذ 7 أشهر بعيدات عن بلدهن وفي داخلهن شوق للكويت.
حفظت الطفلات الأغنية وفي اليوم الثاني تم تركيب أصواتهن ثم حضر عبد القادر وسجل الأغنية وتأثر كثيرا حينها وكانت الإعلامية نادية صقر موجودة في القاهرة خلال ذلك الوقت وسلمها الملا الشريط لإيصاله لوزارة الإعلام في الكويت وبالفعل تسلمته وقالت أن هذه الأغنية يجب أن تصور على الفور وتسلم الأغنية المخرج جوهر جويهل وحققت الأغنية نجاحا كبيرالأن هذه الملحمة تتحدث عن كل إنسان محب للكويت.
بعد صدور الأغنية قال بورسلي:

## فيما بعد
منذ عام 1991 وحتى اليوم فإن المدارس تحرص على أن تقوم بغناء هذه الأغنية كل سنة في ذكرى تحرير واستقلال الكويت.
في عام 2011 تم إعادة إنتاج فيديو كليب للأغنية مخصص للصم والبكم.
في عام 2012 تم إنتاج مسلسل كويتي تم اقتباس جزء من اسمه من اسم الأغنية وهو ساهر الليل 3: وطن النهار وكان من بطولة جاسم النبهان وباسمة حمادة.
في عام 2012 تم الإعلان عن إقامة مهرجان «ويبقى وطن النهار» مستلهمين اسم المهرجان من اسم الأغنية.
في عام 2019 استلهمت الروائية بدور السميط اسم الأغنية لوضعها على غلاف روايتها.
في فبراير 2019 وأثناء مهرجان هلا فبراير قام المطربة البحرينية الجنسية السورية الأصل أصالة نصري بغناء أغنية وطن النهار على المسرح من دون أخذ إذن من أصحابها مما عرضها إلى هجوم من قبل مؤلفها الشاعر بدر بورسلي عبر برنامج على قناة الراي الذي انتقدها على اختيار هذه الأغنية لغنائها لأن هذه الأغنية من الأغاني الكويتية الوطنية ولا يجب أن يغني هذه الأغنية إلا مؤديها الأصلي عبد الكريم عبد القادر لأن بحسب قوله أن الأغنية عبارة عن مشاعر وأحاسيس تختلج المطرب الذي يؤدها وليست مجرد كلمات يتم تؤديتها من قبل أي مطرب. وفي برنامج آخر على قناة العدالة ضحك المطرب الكويتي محمد المسباح ساخرا عندما سمع أداء نصري للأغنية ورد قائلا: «ربما حب مشاركة طُلب منها.. بس مو محلها» وأضاف عن رد فعل بورسلي على انتقاد نصري موضحا: «إذا كانت تعتقد نصري أن انتقاد بورسلي لها قاسيا فهذا شأنها. أنا لا أرى الانتقاد قاسيا بل هو واقع».
في 27 يوليو 2020 انتهى الموسيقار د. أيوب خضر من المشاركة في فيديو كليب جديد لأغنية وطن النهار الملحمية لعرضها عبر شاشة تلفزيون الكويت في ذكرى الغزو العراقي الغاشم 2 أغسطس 2020. وكشف خضر أنه انتهى قبلها بأيام من التعاون مع عدد من العازفين من أجل التسجيل. وأكد خضر مشاركة عبد القادر في الفيديو ببعض الكلمات والرسائل التي يطلقها بمناسبة مرور 30 عام على الغزو العراقي للكويت موضحا أن الأغنية من غناء كورال جماعي ضم نخبة من الأصوات الكويتية. وتم تصوير الفيديو كليب بطريقة التباعد الاجتماعي حيث قام كل عازف بتصوير نفسه وهو يؤدي الموسيقى الخاصة به من منزله أو الاستديو الخاص به ثم إرسالها لصاحب الفكرة والتنفيذ د. جراح الحداري الذي قام بتصميم الفيديو وتركيب الصوت على الموسيقى مع مقطع خاص للمطرب عبد القادر ثم تم تسليم العمل بالكامل للتلفزيون استعداد لعرضه.
منذ إصدار الأغنية في 1991 وحتى اليوم فإن العديد من كتاب الأعمدة يرمزون إلى الكويت باسم الأغنية وهو وطن النهار.

## كلمات الأغنية
وطني

وطن النهار

أنت النهار

يا وطني

أنت الأمل ليه هل

وأنت النهار ليه طل

آه.. يا وطن

ياللي انولد من جديد

أنت محيط الأرض يا موج البحار

وطن النهار
وياك

عبرت الزمن

الله شكثر يا كويت يا كويت

قلبي خفق يا كويت

شلتك بجوفي وطن

أنت الوطن بس أنت

أنت الأصل بس أنت

أنت الحياة بس أنت

غصب على الآلام

ترجع وطن من جديد

من جديد